# دوري الدرجة الثانية الروماني 1934–35
دوري الدرجة الثانية الروماني 1934–35 هو موسم من دوري الدرجة الثانية الروماني. فاز فيه نادي يول بيتروشاني ‏.